# Caroline ou le Départ pour les îles
Caroline ou le Départ pour les îles est un roman de Félix de Chazournes publié en 1938 aux éditions Gallimard et ayant reçu la même année le prix Femina.

## Éditions
- Caroline ou le Départ pour les îles, éditions Gallimard, 1938.